# Jacques Van Buggenhout
Jacques (Jaak) François Van Buggenhout (Vilvoorde, 21 juli 1893 - Koksijde, 16 maart 1982) was een Belgisch vakbondsleider en CVP-volksvertegenwoordiger en senator, als vertegenwoordiger van de arbeidersbeweging (ACW). 

## Levensloop
Hij was gehuwd met Angèle Mathys (1913-2012).
Zijn eerste stappen in het beroepsleven zette hij - vanaf 1910 - aan de zijde aan een van de pioniers van het ACV, pater Georges Rutten. Tijdens de Eerste Wereldoorlog meldde hij zich aan als vrijwilliger.
Van Buggenhout was actief bij de Centrale der Vrije Mijnwerkers waarvan hij secretaris en nadien voorzitter werd. Voor die Limburgse mijnwerkers richtte hij in 1938 het vakantiehuis "De Mijn" op in Koksijde en werd er beheerder.
In 1924 werd hij verkozen tot lid van de provincieraad voor Brabant. 
In 1936 werd hij verkozen tot volksvertegenwoordiger voor het arrondissement Brussel en vervulde dit mandaat tot in 1939.
Na de Tweede Wereldoorlog vestigde hij zich in Koksijde en begon er aan een tweede loopbaan. In 1946 werd hij verkozen tot gemeenteraadslid en was er burgemeester van 1947 tot 1958 en van 1965 tot 1971. Hij nam initiatieven die de opgravingswerken naar de vroegere Duinenabdij mogelijk maakten.
Hij werd senator van 1946 tot 1965 als volgt:
- provinciaal senator voor West-Vlaanderen van 1946 tot 1958;
- senator voor het arrondissement Oostende van 1958 tot 1961;
- provinciaal senator van 1961 tot 1965.

De Jaak van Buggenhoutlaan in Koksijde is naar hem genoemd.